# Turvânia

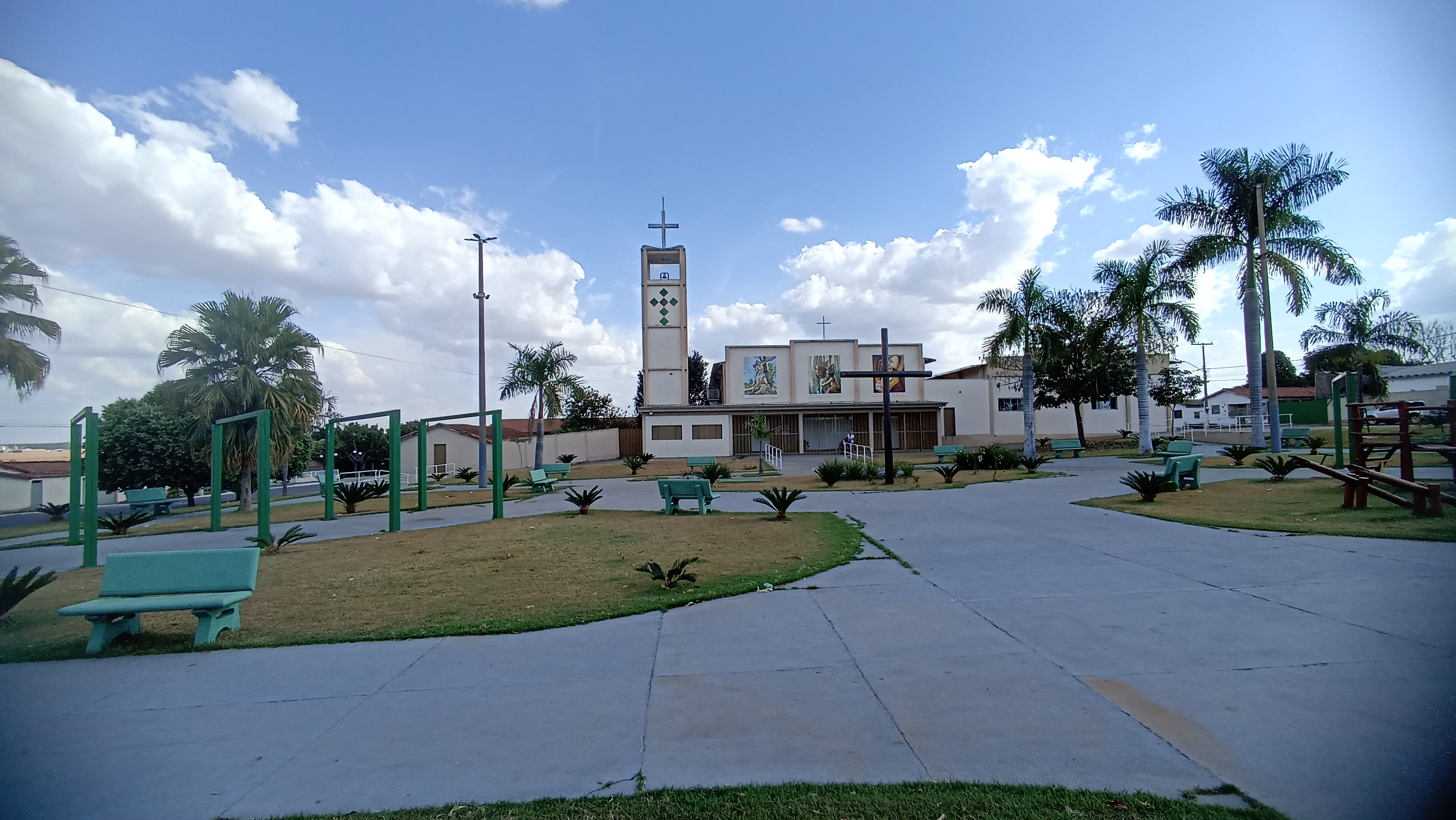
Turvânia (municipalité brésilienne de l'État de Goiás)

Turvânia est une municipalité brésilienne de l'État de Goiás et la microrégion d'Anicuns.